# Czesław Chruszczewski
Czesław Chruszczewski (ur. 8 maja 1922 w Łodzi, zm. 12 lutego 1982 w Poznaniu) – polski autor fantastyki, działacz.

## Biografia
Syn dziennikarza łódzkiego Stanisława Kempnera-Chruszczewskiego. W czasie II wojny światowej działał w konspiracyjnej organizacji Polscy Socjaliści oraz Socjalistycznej Organizacji Bojowej. Uczestniczył w powstaniu warszawskim. Po wojnie zamieszkał najpierw w Kaliszu, a ostatecznie osiadł w Poznaniu. Tam rozpoczął pracę w redakcji „Expressu Poznańskiego”, a potem Polskim Radiu. 
Był działaczem OMTUR i PPS, a po  1948 r. PZPR. W 1950 r. objął kierownictwo Wydziału Propagandy Komitetu Wojewódzkiego PZPR w Poznaniu. Był wiceprezydentem Komitetu Europejskiego SF, w latach 1975–1981 prezesem Poznańskiego Oddziału Związku Literatów Polskich. 
Debiutował w 1958 r., w latach 70. masowo wydawano jego książki. Można spotkać opinie, że jako działacz PZPR był najczęściej wydawanym pisarzem fantastycznym lat 70., po Lemie. Pisał książki, ale także scenariusze dla przedstawień radiowych i telewizyjnych. Ponadto opracował dwie antologie opowiadań SF. Niektóre z jego dzieł były tłumaczone na języki: rosyjski, czeski, węgierski, niemiecki i hiszpański. Na podstawie jego opowiadania pt. Fotel na autostradzie powstał scenariusz filmu Gdzie jesteś Luizo (1964, reż. Janusz Kubik).
Za swoją twórczość otrzymał wiele nagród, m.in.: nagrodę Komitetu do Spraw Radia i Telewizji za całokształt działalności literackiej w dziedzinie słuchowisk (1966), nagrodę specjalną na I Kongresie Europejskim SF w Trieście za całokształt twórczości fantastycznonaukowej (1972), nagrodę główną na Międzynarodowym Spotkaniu Pisarzy SF w Poznaniu za książkę Rok 10 000 (1973), oraz na kongresach SF Eurocon II w Grenoble (1974) i Eurocon III w Poznaniu (1976) nagrody za twórczą i efektywną działalność w dziedzinie SF i za całokształt twórczości literackiej. W 1976 otrzymał Dyplom honorowy Związku Pisarzy ZSRR (1976). Nagrody te należy jednak były raczej hołdem dla prominentnego działacza, niż wyrazem uznania dla talentu pisarskiego, gdyż krytycy, a przede wszystkim czytelnicy, mieli do twórczości Chruszczewskiego stosunek bardzo krytyczny. 
Został pochowany na Cmentarzu Junikowo w Poznaniu w Alei Zasłużonych (AZ-L-060).

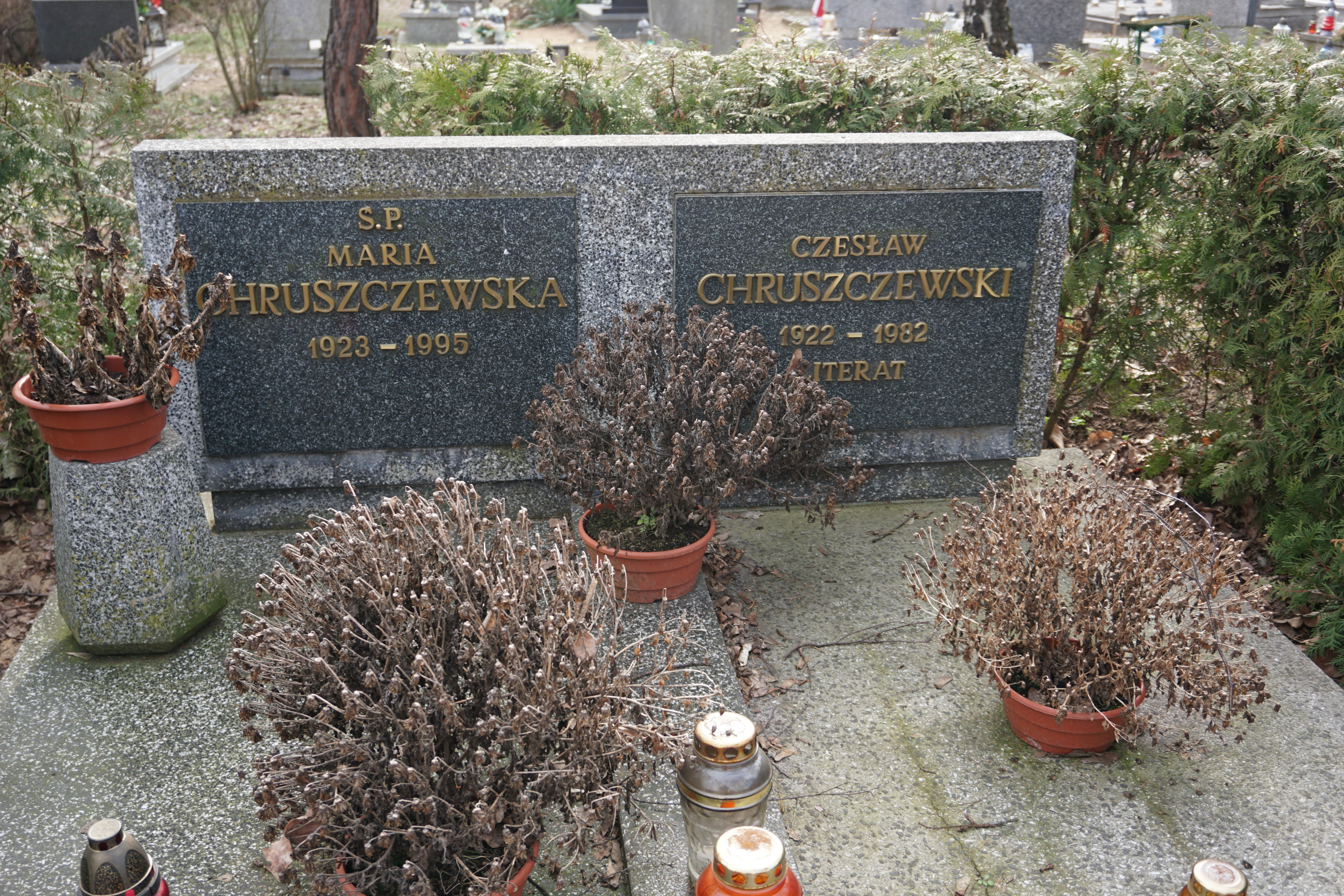
Grób Czesława Chruszczewskiego na Cmentarzu Junikowskim

## Publikacje książkowe

### zbiory opowiadań i scenariuszy
- Bardzo dziwny świat (1960)
- Magiczne schody (1965)
- Pacyfik-Niebo (1967)
- Bitwa pod Pharsalos (1969)
- Różne odcienie bieli (1970)
- Rok 10 000 (1973, 1975)
- Dookoła tyle cudów (1973)
- Potrójny czas galaktyki (1976)
- Miasto nie z tej planety (1981)[10]

### powieści
- Fenomen Kosmosu (1975, 1977, 1979, 1986)
- Gdy niebo spadło na ziemię (1978, 1980)
- Powtórne stworzenie świata  (1979)[11]

### opracowane antologie
- Ludzie i gwiazdy – antologia sf pisarzy „krajów demokracji ludowej” (1976),
- Gwiazdy Galaktyki – antologia sf pisarzy węgierskich (1981)[12].